# Malert
Malért (acroniem van Hongaars Magyar Légiforgalmi Rt., ['mɒlert]) was van 1922 tot 1946 de nationale burgerluchtvaartmaatschappij van Hongarije.

## Eerste jaren Magyar Légiforgalmi Rt.(1922 - 1928)

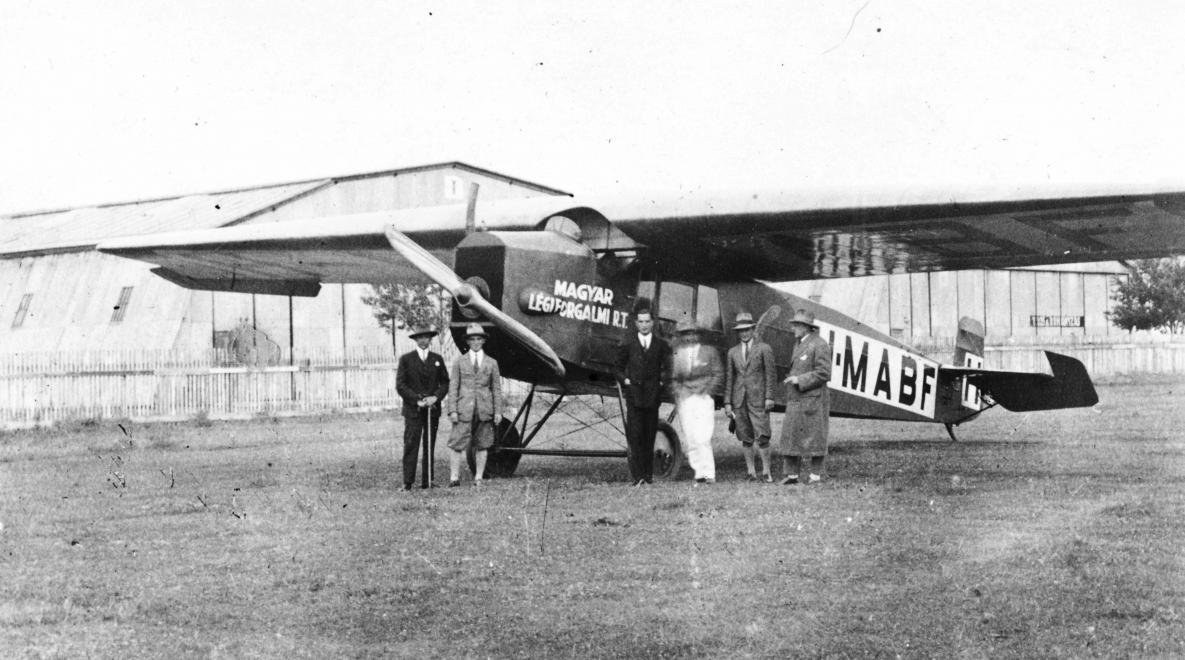
Fokker F.III

In 1922 werd de Magyar Légiforgalmi Rt., in de beginjaren afgekort ML Rt., later Malért, opgericht. Anders dan de eveneens nationaal opererende en in 1920 opgerichte Maefort (Magyar Aeroforgalmi Rt.) die zich vooral richtte op post en goederen, was ML Rt. bedoeld voor de burgerluchtvaart.
De nieuwe luchtvaartmaatschappij bestelde in 1921 als eerste toestellen zes Fokker F.III vliegtuigen. Omdat het Nederlandse Bureau Luchtvaart alleen Verklaringen van Luchtwaardigheid voor KLM-vliegtuigen wilde geven, besloot Fokker om de vliegtuigen via de KLM aan Malért te leveren, waardoor Malért de vliegtuigen van Fokker in de KLM-kleuren ontving. Op 5 november 1921 vloog het eerste bestelde toestel naar Parijs, om daar, op 6 november door de KLM te worden overhandigd aan de Magyar Légiforgalmi R.T. In de beginjaren vloog Malért hoofdzakelijk binnenlandse vluchten en vluchten op de route Belgrado-Boedapest-Wenen.

## De crisisjaren(1928 – 1938)

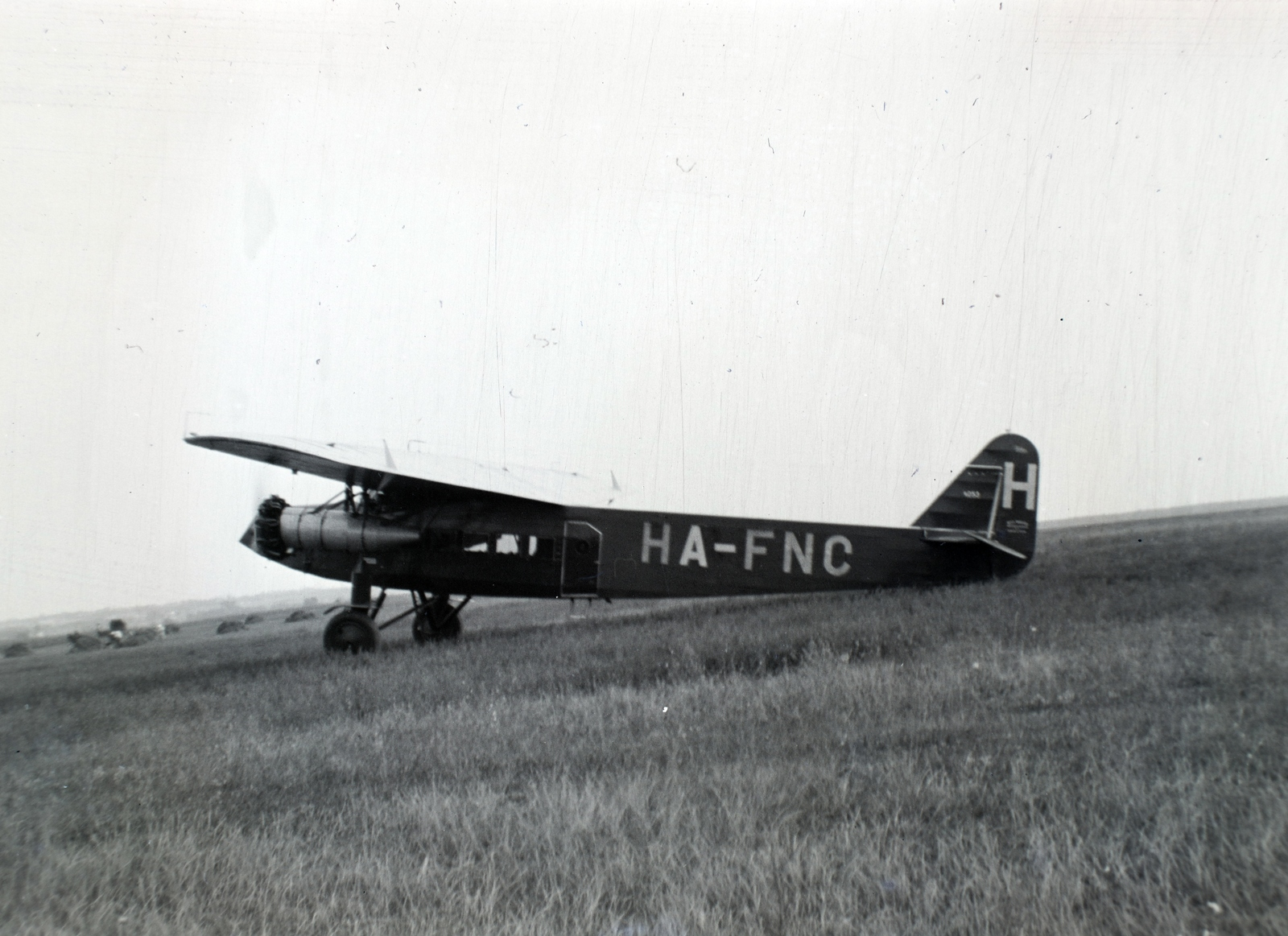
Fokker F.VIII

Vanwege een toenemend aantal passagiers, kocht de maatschappij in 1928 twee Fokker F.VIIa en vier VIIIb vliegtuigen als vervanging voor de kleinere Fokker F.III vliegtuigen die in 1929 uit dienst werden genomen. In de crisisjaren nam Malért ook in Hongarije opererende vliegmaatschappij Aero Rt over., wat de omvang van de vloot in 1930 op negen vliegtuigen bracht. 1928 is ook het jaar dat de Hongaarse burgerluchtvaart maatschappij officieel werd omgedoopt van ML Rt. tot Malért.
In 1932 veranderden de vliegregistratienummers op de vliegtuigen van H – M*** naar HA – ***.

### Budaörs vliegveld
Het vliegveld te Mátyásföld was lange tijd de thuisbasis van de maatschappij. Omdat dit vliegveld te klein werd ging Malért samen met de gemeente Boedapest omstreeks 1930 zoeken naar een nieuwe locatie. Op 20 juni 1937 werd het nieuwe vliegveld, Budaörsi Repülőtér, feestelijk geopend. Het ligt ongeveer 3 km ten ZZO van Budaörs en 17 km ten WZW van Mátyásföldi Repülőtér. Het vliegveld heeft als thuishaven gediend van zowel Malert als MAZSOVLÉT/MALÉV. In 1950 volgde wederom een nieuwe thuisbasis toen Ferihegy geopend werd.

### Vernieuwd machinepark

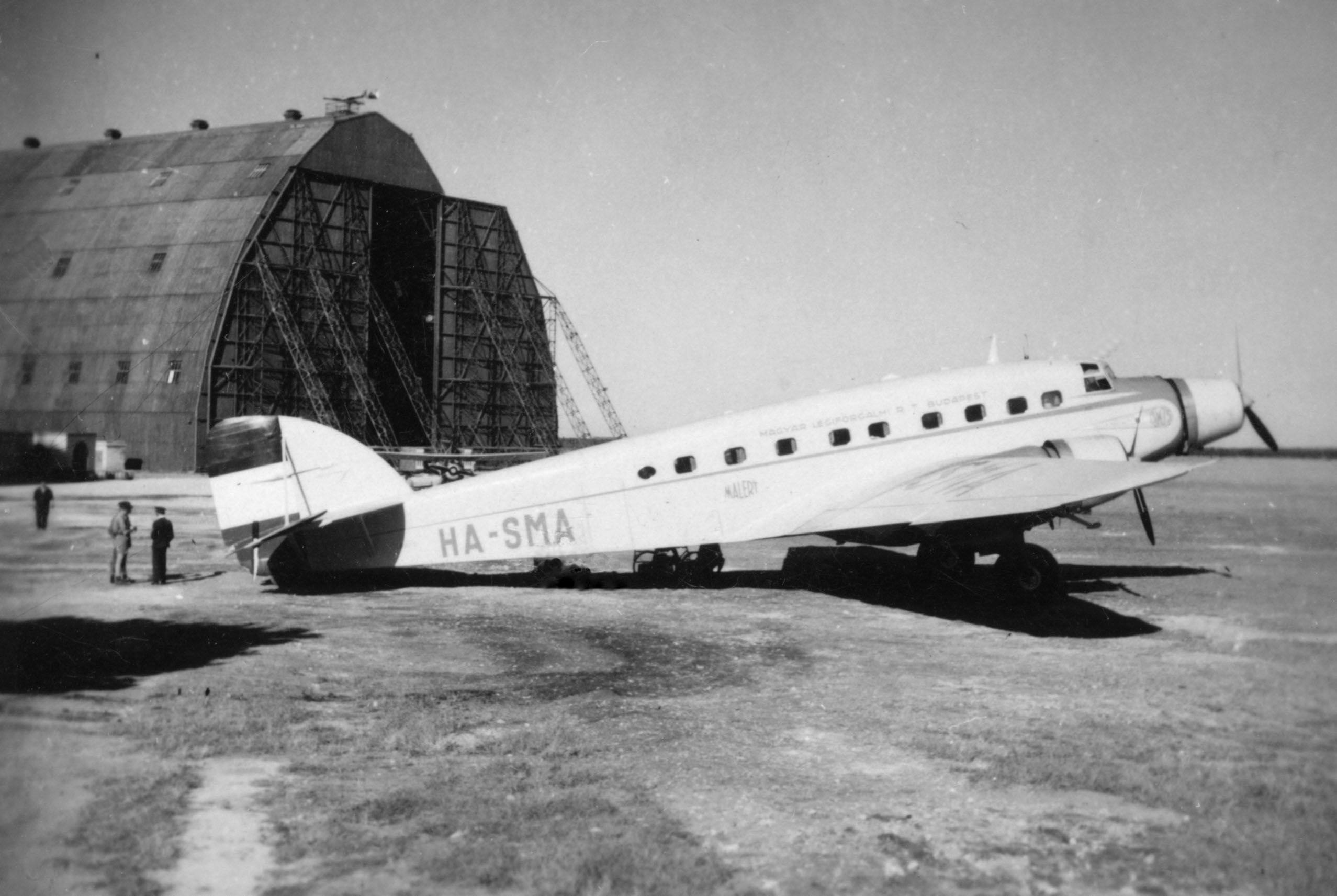
Een van de vijf Savoia Marchetti's door Malert besteld

De maatschappij plaatste in 1935 een order voor drie Junkers Ju52/3m, die in 1936 werden afgeleverd. Vanwege positieve resultaten werden er in 1937 nog eens vijf Junkers bij besteld, gevolgd door een bestelling bij Savioa-Marchetti, van vijf Savoia-Marchetti S.M.75-toestellen. Van beide bestellingen worden de eerste toestellen in 1938/39 geleverd. Ter vervanging van de Fokkers, die in 1938 uit dienst genomen werden, bestelde de maatschappij drie exemplaren van de Focke-Wulf Fw 58. Deze werden in 1939 afgeleverd.

## Oorlog en einde(1939 - 1946)
De minder populaire Savoia-Marchetti toestellen werden in 1939 overgedragen aan de Hongaarse luchtmacht, die de toestellen ombouwde voor gebruik voor het vervoer van paratroepen. Een jaar later volgden de 3 overgebleven S.M.75's. Malért was in 1944 gedwongen haar vluchten te staken bij gebrek aan vliegtuigen. De complete vloot van de Hongaarse luchtvaartmaatschappijen is tegen die tijd overgenomen door de Hongaarse Luchtmacht.
Na de oorlog, kwamen vertegenwoordigers van de vliegtuigmaatschappen Malért, Maefort en de Hongaarse tak van Aeroflot en enkele Hongaarse en Russische ministers bij elkaar en besloen de om de drie maatschappijen te laten fuseren en te komen tot een nationale maatschappij. Op 29 maart 1946 ontstond de Magyar-Szovjet Polgári Légiforgalmi Rt. (MASZOVLET) en in juni van dat jaar werd Malert officieel opgeheven.

## De Vloot
| Toestel                      | Toestel    | Toestel  | In dienst | Uit dienst | Opm.                                                          |
| Type                         | Constr. Nr | Reg.     | In dienst | Uit dienst | Opm.                                                          |
| ---------------------------- | ---------- | -------- | --------- | ---------- | ------------------------------------------------------------- |
| Fokker F.III                 | 1534       | H - MABA | 1923      | 1929       |                                                               |
|                              | 1550       | H - MABB | 1923      | 1929       |                                                               |
|                              | 1604       | H - MABC | 1923      | 1929       |                                                               |
|                              | 1605       | H - MABD | 1923      | 1929       |                                                               |
|                              | 1606       | H - MABE | 1923      | 1929       |                                                               |
|                              | 1607       | H - MABF | 1923      | 1929       |                                                               |
|                              |            |          |           | Totaal     | 6                                                             |
| Fokker F.VIIa                | 5080       | H - MFKA | 1928      | 1932       |                                                               |
|                              | 5080       | HA - FKA | 1932      | 1940       |                                                               |
|                              | 5081       | H - MFKB | 1928      | 1932       |                                                               |
|                              | 5081       | HA - FKB | 1932      | 1938       | Verongelukt te Zirc (Hongarije) op 23 mei 1938.               |
|                              |            |          |           | Totaal     | 2                                                             |
| Fokker F.VIIIb               | 5079       | H - MFNA | 1928      | 1932       |                                                               |
|                              | 5079       | HA - FNA | 1932      | 1938       |                                                               |
| Weiss Manfréd-Fokker F.VIIIb | 4052       | H - MFNB | 1929      | 1932       | Gebouwd door Manfréd Weiss Csepeli staal en metaalwerk        |
|                              | 4052       | HA - FNB | 1932      | 1938       |                                                               |
|                              | 4053       | H - MFNC | 1930      | 1932       | Gebouwd door Manfréd Weiss Csepeli staal en metaalwerk        |
|                              | 4053       | HA - FNC | 1932      | 1938       | Op 10 augustus 1938 bij Hajdúszoboszló gecrasht. (12 doden)   |
|                              | 4054       | H - MFND | 1931      | 1932       | Gebouwd door Manfréd Weiss Csepeli staal en metaalwerk        |
|                              | 4054       | HA - FND | 1932      | 1938       |                                                               |
|                              |            |          |           | Totaal     | 4                                                             |
| Fokker F.XI                  | 5125       | H - MFUA | 1929      | 1932       |                                                               |
|                              | 5125       | HA - FUA | 1932      | 1938       |                                                               |
|                              | 5126       | H - MFUB | 1930      | 1932       |                                                               |
|                              | 5126       | HA - FUA | 1932      | 1938       |                                                               |
|                              |            |          |           | Totaal     | 2                                                             |
| Junkers F-13                 |            | H - MACE | 1926      | 1930-31    |                                                               |
|                              |            |          |           | Totaal     | ?                                                             |
| Junkers Ju52/3m              | 5523       | HA - JUA | 1936      | 1941       | "Kaszala Károly" Op 17 januari 1941 te Nagyvarad neergestort. |
|                              | 5580       | HA - JUB | 1936      | 1942       | "Gergye József"                                               |
|                              | 5600       | HA - DUR | 1936      | 1938       | dienstdoende als overheidstoestel.                            |
|                              | 5600       | HA - JUC | 1938      | 1942       | "Kiss József"                                                 |
|                              | 6360       | HA - JUD | 1939      | 1940       | "Endresz György"                                              |
|                              | 6360       | HA - JUF | 1940      | 1942       | "Endresz György"                                              |
|                              | 6585       | HA - JUE | 1939      | 1942       | "Szentkirályi Dezső"                                          |
|                              | 7005       | HA - JUG | 1941      | 1942       | "Szent-istvány Dezső"                                         |
|                              | 7041       | HA - JUH | 1941      | 1942       | "Dúló Mihály"                                                 |
|                              |            |          |           | Totaal     | 7                                                             |
| Savoia-Marchetti S.M.75      | 32012      | HA - SMA | 1938      | 1939       |                                                               |
|                              | 32015      | HA - SMB | 1938      | 1939       |                                                               |
|                              | 32020      | HA - SMC | 1939      | 1940       |                                                               |
|                              | 32025      | HA - SMD | 1939      | 1940       |                                                               |
|                              | 32030      | HA - SME | 1939      | 1940       |                                                               |
|                              |            |          |           | Totaal     | 5                                                             |
| Focke Wulf Fw58              | 3205       | HA - FOA | 1939      | 1944       | "Zsélyi Aladár"                                               |
|                              | 3206       | HA - FOB | 1939      | 1944       | "Kreuter Ferenc"                                              |
|                              | 3207       | HA - FOD | 1939      | 1944       | "Dobos István"                                                |
|                              |            |          |           | Totaal     | 3                                                             |